# Torre de la Pobla del Bellestar
La Torre de la Pobla del Bellestar és un edifici del llogaret de la Pobla del Bellestar, al municipi de Vilafranca (els Ports, País Valencià). Es tracta d'un edifici medieval que ha tingut diversos usos com el de fortificació (donada la posició estratègica en el pas fronterer amb Aragó), agrícola i residencial. Està protegit sota la figura de Bé d'interès cultural.
Aquest tipus de masos o masies fortificades són comuns a Vilafranca i es considera que el motiu és la manca de castells o fortificacions d'entitat que donessen aixopluc a les poblacions en èpoques de conflicte. És per això que se'n construïen sovint en zones de poblament disseminat i que històricament han estat implicades en disputes bèl·liques com és el cas: (Guerra de Successió, Guerra d'Independència, Guerres Carlistes, disputes amb la veïna Morella, Guerra Civil espanyola…), pot entendre's la necessitat de crear espais fortificats prop dels nuclis agrícoles on es concentrava cert nombre de població que vivia de les explotacions agràries de l'altiplà en el qual se situaven.
La Torre de la Pobla va servir també de duana degut a la seua proximitat amb la frontera amb l'Aragó i el pas del pont de la Pobla del Bellestar.

## Descripció
Arquitectònicament, la torre segueix la tipologia comuna a la zona: presenta planta rectangular, amb murs de fàbrica de maçoneria, reforçats en les cantonades de xicotets carreus; sostre inclinat i a una aigua, acabat en teula àrab, encara que amb dues altures diferents, en ambdues presenta en les seves cantonades com a rematament merlets. La seva altura és d'uns catorze metres. El seu caràcter defensiu queda demostrat en la presència en algunes de les seves façanes d'una sèrie d'espitlleres. En la planta baixa de la torre destaca la presència d'una bonica volta de canó, d'ascendència romànica.
Actualment està en ús com a habitatge particular.